# Nikki Sudden
Adrian Nicholas Godfrey, in arte Nikki Sudden (Londra, 19 luglio 1956 – New York City, 26 marzo 2006), è stato un cantautore, musicista e critico musicale britannico noto per aver fondato con il fratello gli Swell Maps.
Fondò nei primi anni settanta con il fratello Kevin il gruppo sperimentale degli Swell Maps con cui pubblicò due album prima dello scioglimento avvenuto nel 1980.
Successivamente iniziò una lunga carriera solista affiancata dalla partecipazione con Dave Kusworth al progetto Jacobites. Ha inoltre collaborato con Mike Scott e Anthony Thistlethwaite dei Waterboys, Jeff Tweedy dei Wilco, The Golden Horde come 'The Last Bandits', Mick Taylor dei the Rolling Stones, Rowland S. Howard, Jeremy Gluck dei the Barracudas, Ian McLagan degli Small Faces e the Faces, Phil Shoenfelt, Al DeLoner dei Midnight Choir, Tom Ashton dei the March Violets e con membri di R.E.M. e Sonic Youth.
Ha inoltre collaborato come critico musicale per le riviste Spex, INTRO, Mojo, la fanzine di Birmingham Waxstreet Dive, e Bucketfull of Brains

## Discografia

### con gli Jacobites
- 1984 - Jacobites (Glass Records)
- 1985 - Robespierre's Velvet Basement (Glass Records)
- 1985 - Lost in a Sea of Scarves (What's So Funny About)
- 1986 - Texas
- 1988 - Dead Men Tell No Tales
- 1993 - Howling Good Times (Regency Sound)
- 1995 - Old Scarlett (Glitterhouse/EfA)
- 1998 - God Save Us Poor Sinners (Glitterhouse/EfA/Bomp! Records)

### Solista
- 1982 - Waiting on Egypt
- 1983 - The Bible Belt
- 1987 - Kiss You Kidnapped Charabanc [with Rowland S. Howard]
- 1988 - Crown of Thorns
- 1989 - Groove
- 1991 - The Jewel Thief (con R.E.M.
- 1996 - Seven Lives Later
- 1997 - From the Warwick Road to the Banks of the Nile
- 1997 - Egyptian Roads
- 1999 - Red Brocade con The Chamberstrings
- 2004 - Treasure Island
- 2006 - The Truth Doesn't Matter[1]
- 2009 - Golden Vanity con Phil Shoenfelt (postumo, registrato nel 1998)